# Trachycentra cicatricosa
Trachycentra cicatricosa är en fjärilsart som beskrevs av Edward Meyrick 1922. Trachycentra cicatricosa ingår i släktet Trachycentra och familjen äkta malar.
Artens utbredningsområde är Filippinerna. Inga underarter finns listade i Catalogue of Life.